# Olympische Sommerspiele 2024/Teilnehmer (Bhutan)
| Gelbes Symbol für Goldmedaillen mit stilisierten Olympischen Ringen | Graues Symbol für Silbermedaillen mit stilisierten Olympischen Ringen | Braundes Symbol für Bronzemedaillen mit stilisierten Olympischen Ringen |
| ------------------------------------------------------------------- | --------------------------------------------------------------------- | ----------------------------------------------------------------------- |
| —                                                                   | —                                                                     | —                                                                       |

Bhutan nahm an den Olympischen Spielen 2024 vom 26. Juli bis zum 11. August 2024 in Paris teil. Es war die insgesamt elfte Teilnahme an Olympischen Sommerspielen.

## Teilnehmer nach Sportarten

### Bogenschießen
Für die Teilnahme am Einzelwettbewerb der Männer erhielt Bhutan eine Wildcard.
| Athleten  | Wettbewerb | Qualifikation | Qualifikation | 1. Runde | 1. Runde | 2. Runde      | 2. Runde      | Achtelfinale  | Achtelfinale  | Viertelfinale | Viertelfinale | Halbfinale    | Halbfinale    | Finale / Platz 3 | Finale / Platz 3 | Rang |
| Athleten  | Wettbewerb | Ringe         | Rang          | Gegner   | Ergebnis | Gegner        | Ergebnis      | Gegner        | Ergebnis      | Gegner        | Ergebnis      | Gegner        | Ergebnis      | Gegner           | Ergebnis         | Rang |
| --------- | ---------- | ------------- | ------------- | -------- | -------- | ------------- | ------------- | ------------- | ------------- | ------------- | ------------- | ------------- | ------------- | ---------------- | ---------------- | ---- |
| Männer    |            |               |               |          |          |               |               |               |               |               |               |               |               |                  |                  |      |
| Lam Dorji | Einzel     | 663 SB        | 28            | A. Paoli | 3:7      | ausgeschieden | ausgeschieden | ausgeschieden | ausgeschieden | ausgeschieden | ausgeschieden | ausgeschieden | ausgeschieden | ausgeschieden    | ausgeschieden    | 33   |

### Leichtathletik
Kein bhutanischer Leichtathlet konnte die Olympianormen des Weltverbandes erreichen. Über den Universalstartplatz nahm Kinzang Lhamo am Marathon der Frauen teil.
Laufen und Gehen
| Athleten      | Wettbewerb | Vorlauf | Vorlauf | Halbfinale | Halbfinale | Finale    | Finale | Rang |
| Athleten      | Wettbewerb | Zeit    | Rang    | Zeit       | Rang       | Zeit      | Rang   | Rang |
| ------------- | ---------- | ------- | ------- | ---------- | ---------- | --------- | ------ | ---- |
| Frauen        |            |         |         |            |            |           |        |      |
| Kinzang Lhamo | Marathon   | —       | —       | —          | —          | 3:52:59 h | 80     | 80   |

### Schwimmen
Kein bhutanischer Schwimmer konnte die olympischen Normzeiten des Weltverbandes erreichen. Über den Universalstartplatz nahm Sangay Tenzin im Wettbewerb über 100 Meter Freistil der Männer teil.
| Athleten      | Wettbewerb     | Vorlauf | Vorlauf | Halbfinale    | Halbfinale    | Finale        | Finale        | Rang |
| Athleten      | Wettbewerb     | Zeit    | Rang    | Zeit          | Rang          | Zeit          | Rang          | Rang |
| ------------- | -------------- | ------- | ------- | ------------- | ------------- | ------------- | ------------- | ---- |
| Männer        |                |         |         |               |               |               |               |      |
| Sangay Tenzin | 100 m Freistil | 56,08 s | 74      | ausgeschieden | ausgeschieden | ausgeschieden | ausgeschieden | 74   |